# Robert Jührs
Robert Emil Jührs (ur. 17 października 1911 we Frankfurcie nad Menem, data i miejsce śmierci nieznane) – niemiecki robotnik, uczestnik akcji T4, członek personelu obozów zagłady w Bełżcu i Sobiborze. Po wojnie sądzony w Niemczech Zachodnich w procesach załóg Bełżca i Sobiboru, dwukrotnie uniewinniony.

## Życiorys
Urodził się we Frankfurcie nad Menem. Po ukończeniu szkoły podstawowej pracował jako malarz pokojowy. W kwietniu 1930 roku wstąpił do NSDAP i SA. W 1934 roku na skutek poparzenia chemicznego stracił wzrok w lewym oku. Od tego czasu pracował jako niewykwalifikowany robotnik, m.in. na loterii oraz jako bileter we frankfurckiej operze.
W czerwcu 1941 roku został zwerbowany do personelu akcji T4, czyli tajnego programu eksterminacji osób psychicznie chorych i niepełnosprawnych umysłowo. Służył w „ośrodku eutanazji” w Hadamarze – jako pielęgniarz, malarz pokojowy i biuralista.
Podobnie jak wielu innych weteranów akcji T4 został przeniesiony do okupowanej Polski, aby wziąć udział w eksterminacji Żydów. Jednocześnie przyznano mu stopień SS-Unterscharführera. W czerwcu 1942 roku rozpoczął służbę w obozie zagłady w Bełżcu. Jego zadaniem było nadzorowanie żydowskich komand roboczych, które pracowały na terenie tzw. obozu I i obozu II. Według Roberta Kuwałka był jednym z esesmanów, którzy najczęściej przeprowadzali egzekucje w obozowym „lazarecie”. On sam przesłuchiwany po wojnie przyznał, że pewnego razu na rozkaz komendanta Gottlieba Heringa zastrzelił w „lazarecie” siedmiu Żydów.
W marcu 1943 roku, gdy przystąpiono do likwidacji ośrodka zagłady, został przeniesiony do obozu pracy w Dorohuczy. W listopadzie 1943 roku w związku z akcją „Erntefest” przeprowadzono tam likwidację żydowskich więźniów. Jührs eskortował wtedy ofiary do miejsca straceń w Trawnikach. Następnie został wysłany do obozu zagłady w Sobiborze, gdzie w tym czasie prowadzone były prace likwidacyjne. Po ich zakończeniu, jako członek kordonu zabezpieczającego, uczestniczył w egzekucji ostatniej grupy więźniów. 
Na przełomie 1943 i 1944 roku, podobnie jak większość weteranów akcji „Reinhardt”, został przeniesiony do Einsatz R operującej na wybrzeżu Adriatyku. Zadaniem tej jednostki była likwidacja miejscowych Żydów oraz walka z jugosłowiańską i włoską partyzantką. W maju 1945 roku dostał się do amerykańskiej niewoli. Po zwolnieniu z obozu jenieckiego powrócił do Frankfurtu. Wkrótce został ponownie zatrzymany i osadzony w obozie dla internowanych w Dachau, skąd zwolniono go w listopadzie 1946 roku. W 1947 roku był sądzony w drugim procesie personelu Hadamaru. Wyrokiem sądu krajowego we Frankfurcie został uniewinniony. W kolejnych latach imał się różnych zajęć; był robotnikiem miejskim, współwłaścicielem sklepu z używanymi samochodami, portierem hotelowym, szkolnym woźnym. Był kilkukrotnie karany za drobne przestępstwa i wykroczenia.
Jako jeden z ośmiu byłych esesmanów zasiadł na ławie oskarżonych w procesie załogi Bełżca. W sierpniu 1963 roku zachodnioniemiecka prokuratura postawiła mu zarzut pomocnictwa w zamordowaniu co najmniej 360 tys. Żydów. Podobnie jak pozostali oskarżeni nie zaprzeczał swojemu udziałowi w Zagładzie, twierdził natomiast, że działał pod przymusem, nie mając możliwości sprzeciwienia się rozkazom przełożonych lub uzyskania przeniesienia z Bełżca. Argumenty te zostały zaakceptowane przez sąd krajowy w Monachium, który postanowieniem z 30 stycznia 1964 roku umorzył postępowanie przeciwko Jührsowi i sześciu innym oskarżonym. 
Niedługo później ponownie stanął przed sądem, tym razem jako oskarżony w procesie załogi Sobiboru. Akt oskarżenia przeciwko niemu i jedenastu innym esesmanom został wniesiony 30 czerwca 1964 roku. Postawiono mu zarzut pomocnictwa w zamordowaniu co najmniej 30 Żydów – ostatnich więźniów obozu, których zgładzono na przełomie listopada i grudnia 1943 roku. Przyjął tę samą linię obrony, co w przypadku procesu załogi Bełżca, utrzymując, że działał pod przymusem. Wyrokiem sądu krajowego w Hagen z 20 grudnia 1966 roku został uniewinniony. 
Jego dalsze losy, w tym data śmierci, nie są znane.